# 대전둔산초등학교
대전둔산초등학교(大田屯山初等學校)는 대한민국 대전광역시 서구 둔산동에 있는 공립 초등학교이다.

## 학교 연혁
- 1995. 03. 01 제1대 김 풍 교장 부임
- 1995. 05. 30 대전둔산국민학교 개교
- 1997. 03. 01 제2대 김기중 교장 부임
- 1997. 03. 01 대전둔산초등학교로 교명 변경
- 1998. 03. 01 제3대 한기선 교장 부임
- 1999. 09. 01 제4대 김용회 교장 부임
- 2002. 09. 01 제5대 남풍우 교장 부임
- 2004. 03. 01 제6대 김판옹 교장 부임
- 2005. 03. 01 대전광역시교육청지정 ICT활용 시범학교
- 2006. 03. 01 제7대 서재흥 교장 부임
- 2008. 03. 01 대전광역시교육청지정 교실수업개선 연구학교(2년)
- 2009. 09. 01 제8대 박일규 교장 부임
- 2013. 03. 01 제9대 강두희 교장 부임
- 2013. 06. 28 둔산 어울림 다목적 강당 및 급식실 준공
- 2015. 03. 01 제10대 이명진 교장 부임
- 2017. 09. 01 제11대 황오익 교장 부임
- 2018. 03. 01 대전광역시교육청지정 교실수업개선 연구학교(2년)
- 2019. 12. 31 제25회 졸업식(졸업색 115명, 총 6,083명)
- 2020. 03. 01 제12대 박종용 교장 부임
- 2020. 03. 01 대전광역시교육청지정 학생평가 연구학교(2년)
- 2020. 11. 16 친구사랑 3운동 우수사례 최우수학교 선정(대전광역시교육감 표창)
- 2020. 12. 31 제26회 졸업식(졸업색 93명, 총 6,176명)
- 2021. 03. 04 학교연계형 공공스포츠클럽(축구) 선정
- 2021. 12. 30 디지털 기반 교수학습 활성화 유공(대전광역시교육감 표창)
- 2021. 12. 31 학부모 교육참여 활성화 유공(부총리 겸 교육부장관 표창)
- 2022. 02. 11 제27회 졸업식(졸업생76명, 총 6,252명)
- 2022. 02. 16 인조잔디 운동장 및 우레탄 트랙 조성
- 2022. 02. 16 학교 주차장 17면 추가 조성
- 2022. 03. 01 초등학교 30학급 편성(특수학급 2학급 포함)
- 2022. 10. 03 대전광역시교육감배 학교스포츠클럽 축구대회 여초부 우승
- 2024 대전광역시 교육장배 학교스포츠클럽 족구대회 남초부 우승'

## 참고 자료
- 대전둔산초등학교 - 한국교육학술정보원 학교알리미